# Stația de metrou Kodály körönd (Budapesta)
Kodály körönd este o stație de metrou situată pe magistrala M1 (Millennium) din Budapesta. Această stație de metrou este situată în districtul VI, la intersecția Bulevardului Andrássy cu străzile Szinyei Merse și Felsö erdösor. A fost deschisă în anul 1896, când au fost date în folosință și celelalte stații ale liniei M1. Se află la o adâncime de 3 metri sub nivelul solului.

## Timpi de parcurs
| Linia | Stația          | Timpul de parcurs |
| M1    | Vörösmarty tér  | 6 min             |
| M1    | Deák Ferenc tér | 5 min             |
| M1    | Mexikói út      | 5 min             |